# Baía do Mussulo
A Baía do Mussulo, também chamada de Fundão da Bumba, é um acidente geográfico do tipo baía localizado em frente às cidades de Luanda, Talatona e Belas, em Angola. Situa-se na província de Luanda, na parte ocidental do país, a cerca de 20 quilômetros a sul do centro da capital Luanda.
Sua proteção é feita pelo cordão litoral do Mussulo.